# Ivo Baldi Gaburri
Ivo Baldi Gaburri (ur. 27 marca 1947 w Città di Castello, zm. 11 czerwca 2021 w Huaraz) – włoski duchowny rzymskokatolicki posługujący w Peru, od 2004 prałat terytorialny, a od 2008 do swojej śmierci w 2021 roku biskup diecezjalny Huarí.

## Życiorys
Święcenia kapłańskie przyjął 9 października 1971 i został inkardynowany do Città di Castello. Przez kilka lat pracował w rodzinnej diecezji m.in. jako wikariusz katedry i sekretarz biskupi. W 1975 wyjechał do Peru i rozpoczął pracę w prałaturze terytorialnej Huarí. Był m.in. rektorem seminarium w Pumallucay oraz wikariuszem generalnym prałatury.
14 listopada 1999 papież Jan Paweł II mianował go biskupem diecezji Huaraz, zaś 6 stycznia 2000 osobiście udzielił mu sakry biskupiej.
4 lutego 2004 ogłoszono jego nominację na prałata terytorialnego Huarí. 2 kwietnia 2008, w wyniku podniesienia prałatury do rangi diecezji, został jej pierwszym ordynariuszem.